# 西城北
西城北（にしじょうほく）は、青森県弘前市の地名。郵便番号は036-8065。

## 地理
北は向外瀬、東は東城北、南は小人町、西は春日町・栄町に接する。

## 歴史

### 沿革
- 1970年（昭和45年） - 向外瀬・藤代の一部から分離、西城北になる。

### 地名の由来
弘前城の北側にあたり、東城北に対する。

## 世帯数と人口
2017年（平成29年）6月1日現在の世帯数と人口は以下の通りである。
| 丁目         | 世帯数  | 人口  |
| ------------ | ------- | ----- |
| 西城北一丁目 | 205世帯 | 329人 |
| 西城北二丁目 | 124世帯 | 250人 |
| 計           | 329世帯 | 692人 |

## 施設

### 商業
- (有)サンコウ運輸本社

### 工業
- (株)山内組

### 行政
- 青森県障がい者相談センター
- 中南地域県民局地域健康福祉部こども相談総室

## 小・中学校の学区
市立小・中学校に通う場合、学区は以下の通りとなる。
| 町丁         | 番・番地 | 小学校             | 中学校             |
| ------------ | -------- | ------------------ | ------------------ |
| 西城北一丁目 | 全域     | 弘前市立時敏小学校 | 弘前市立第一中学校 |
| 西城北二丁目 | 一部     | 弘前市立時敏小学校 | 弘前市立第一中学校 |
| 西城北二丁目 | 一部     | 弘前市立北小学校   | 弘前市立第一中学校 |

## 交通
- 弘南バス

西城北一丁目、西城北二丁目、城北三丁目、城北（弘前駅 - 岩賀線）停留所。